# Caldesia grandis
Caldesia grandis là một loài thực vật có hoa trong họ Alismataceae. Loài này được Sam. mô tả khoa học đầu tiên năm 1930.